# Rhöner Wetterextreme
Die Rhöner Wetterextreme verdeutlichen das raue Klima des Mittelgebirges Rhön. Seit 1936 sind diese von der Wetterstation Wasserkuppe (921 m) vom Deutschen Wetterdienst (DWD) dokumentiert, die Station selbst existiert seit 1922.
Alle nachfolgenden Angaben beziehen sich, soweit nicht anders angegeben, auf diese Station. (Stand: Januar 2020)
| Langjährige Jahres-Mittelwerte in der Rhön (gemessen von der Wetterstation Wasserkuppe (921 m) des DWD) | Langjährige Jahres-Mittelwerte in der Rhön (gemessen von der Wetterstation Wasserkuppe (921 m) des DWD) |
| --- | --- |
| Temperatur:                                                                                             | 4,8 °C                                                                                                  |
| Luftfeuchte:                                                                                            | 84,6 %                                                                                                  |
| Frosttage:                                                                                              | 142,9                                                                                                   |
| Eistage:                                                                                                | 70,1 |
| Sommertage:                                                                                             | 3,0 |
| Tage mit Gewitter:                                                                                      | 29,2 |
| Nebeltage:                                                                                              | 260,8                                                                                                   |
| Niederschlag:                                                                                           | 1083,8 mm                                                                                               |
| Windgeschwindigkeit: im Monatsmittel                                                                    | 6,2 m/s (22,3 km/h)                                                                                     |
| Sonnenscheindauer:                                                                                      | 1552,2 h                                                                                                |

## Temperatur

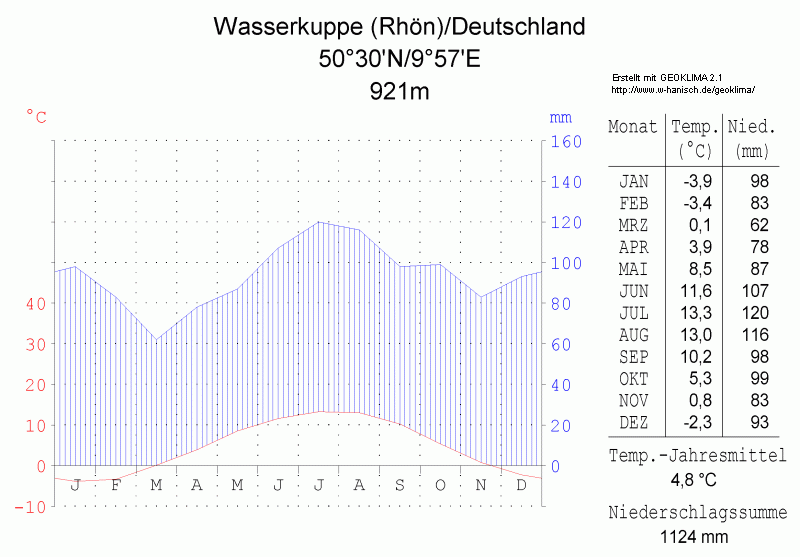
Klimadiagramm der Wasserkuppe

Die Höhe der Wasserkuppe mit 950 m erklärt die niedrigen Temperaturen. Die absolute Temperatur schwankt zwischen 33,0 °C am 25. Juli 2019 (Hitzerekord) und −26,3 °C am 1. Februar 1956 (Kälterekord). Die nächtliche Erdbodenminimumtemperatur in 5 cm Höhe lag zwischen 18,3 °C am 1. August 1983 und −27,9 °C am 1. Februar 1956. Dieser 1. Februar 1956 war ein extrem strenger Eistag, die Temperatur stieg nur bis −22 °C.
In der langjährigen Temperaturreihe gab es ein maximales Monatsmittel von 19,0 °C im Juli 2006 und ein minimales Monatsmittel von −12,5 °C im Februar 1956. Das wärmste Jahr (maximales Jahresmittel) wurde 2018 mit 7,4 °C gemessen, das kälteste (minimales Jahresmittel) war 1956 mit 3,3 °C.
Der langjährige Mittelwert (1961–1990) beträgt 4,8 °C und liegt um 3,2 Grad unter dem von Fulda (273 m). Seit 2011 liegen die Jahresmittelwerte in der Rhön zwischen 0,4 und 2,6 Grad über diesem langjährigen Mittelwert.

## Niederschlag
| Durchschnittliche Gesamtschneehöhe auf der Wasserkuppe 1947 - 2016 in cm | Durchschnittliche Gesamtschneehöhe auf der Wasserkuppe 1947 - 2016 in cm | Durchschnittliche Gesamtschneehöhe auf der Wasserkuppe 1947 - 2016 in cm | Durchschnittliche Gesamtschneehöhe auf der Wasserkuppe 1947 - 2016 in cm | Durchschnittliche Gesamtschneehöhe auf der Wasserkuppe 1947 - 2016 in cm | Durchschnittliche Gesamtschneehöhe auf der Wasserkuppe 1947 - 2016 in cm | Durchschnittliche Gesamtschneehöhe auf der Wasserkuppe 1947 - 2016 in cm |
| ------------------------------------------------------------------------ | ------------------------------------------------------------------------ | ------------------------------------------------------------------------ | ------------------------------------------------------------------------ | ------------------------------------------------------------------------ | ------------------------------------------------------------------------ | ------------------------------------------------------------------------ |
| Okt                                                                      | Nov                                                                      | Dez                                                                      | Jan                                                                      | Feb                                                                      | Mär                                                                      | Apr                                                                      |
| 0,3                                                                      | 3,8                                                                      | 12,8                                                                     | 20,4                                                                     | 26,3                                                                     | 15,9                                                                     | 2,8                                                                      |

Auch die Niederschlagsmenge ist großen Schwankungen unterworfen. Der Rekordwert von 95,6 mm wurde am 25. Juli 2017 gemessen, die größte monatliche Niederschlagsmenge fiel mit 308 mm im Oktober 1923. Das Jahr 1965 war das bisher niederschlagreichste mit 1535,7 mm, im niederschlagsärmsten Jahr 1976 fielen hingegen nur 661,7 mm.
Das langjährige Jahresmittel beträgt 1083,8 mm.

### Schnee

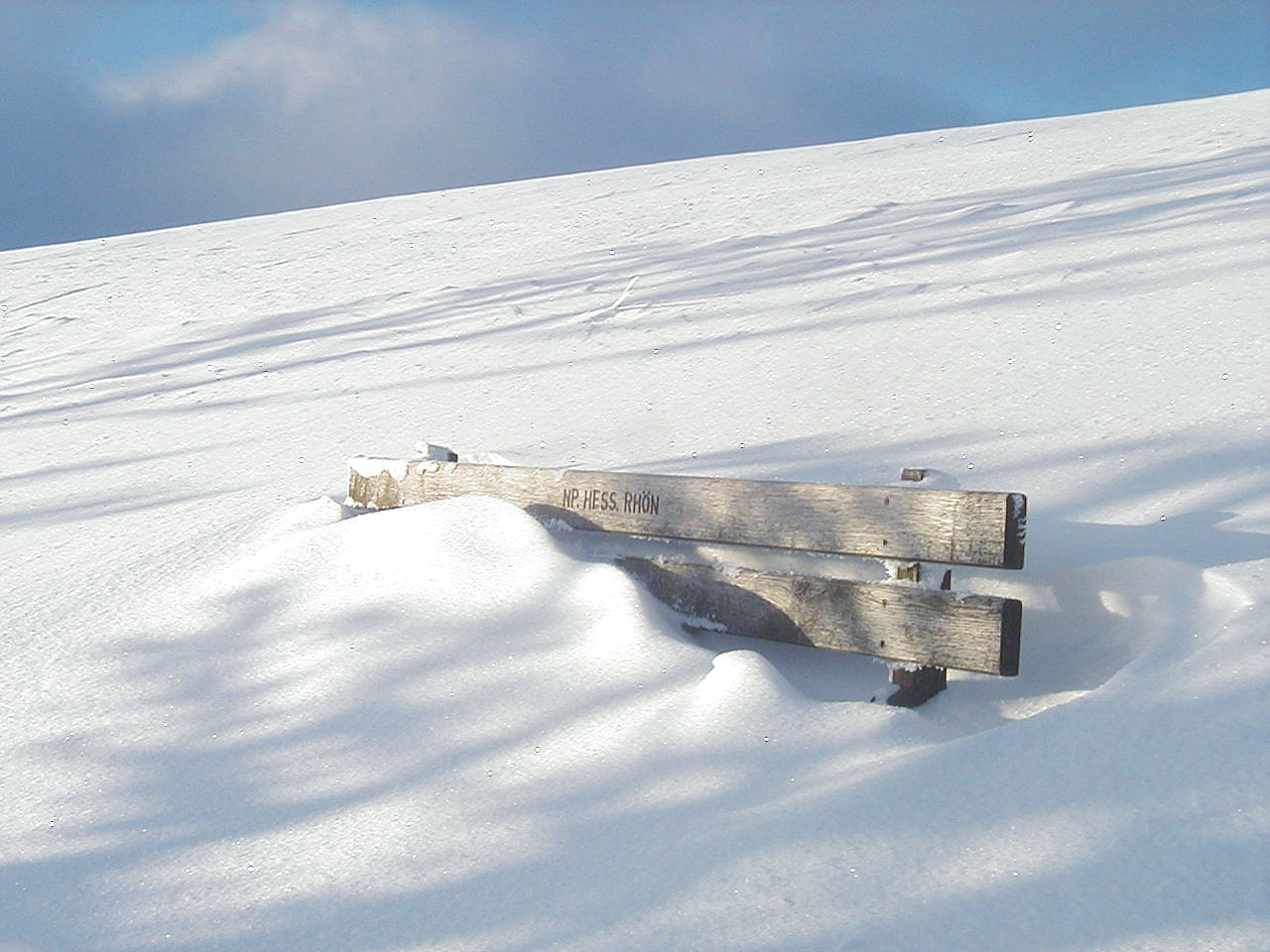
Winterimpression aus der Rhön

Ende März 1966 fielen in den Hochlagen der Rhön insgesamt 95 cm Neuschnee, wobei der 31. März 1966 allein 47 cm brachte, was bis heute die höchste in 24 Stunden gefallene Schneemenge darstellt. Vom 2. zum 3. Februar 2010 fielen binnen eines Tages 40 cm Neuschnee. Die höchste Schneehöhe an den Weihnachtsfeiertagen wurde im Jahr 1981 mit 1,10 m erreicht. Die maximale Schneehöhe von 1,47 m datiert vom 15. März 1988.
Die Eintrittstermine des ersten und letzten Schneefalls weisen relativ große Schwankungen auf: Der früheste Schneefall wurde am 30. August 2010, der späteste am 16. Juni 1971 beobachtet. Die früheste geschlossene Schneedecke im Herbst (von mindestens 1 cm Höhe) lag am 30. September 1954, die späteste im Frühjahr wurde am Morgen des 26. Mai 2013 registriert.

## Luftdruck
Der maximal gemessene Luftdruck betrug 934,5 hPa am 20. Januar 2020, der bislang minimale 860,5 hPa am 26. Februar 1989.
Diese Werte müssen mit der barometrischen Höhenformel auf Meereshöhe reduziert werden. Auf Grundlage der jeweils gleichzeitig gemessenen Temperatur- und Feuchtewerte entspricht dies für die Station Wasserkuppe maximal 1048,9 hPa und minimal 964,9 hPa.

## Wind
Die maximale Windgeschwindigkeit von 47,8 m/s (172,1 km/h) wurde am 18. Januar 2007 während des Durchzugs von Orkantief Kyrill gemessen und übertraf die bisherige Höchstmarke von 44 m/s (158,4 km/h) vom 12. Februar 1962. Die durchschnittliche monatliche Windgeschwindigkeit schwankt zwischen 3,15 m/s (11,3 km/h) im windarmen Mai 1960 und 10,59 m/s (38,1 km/h) im windreichen Februar 2002.
Das mittlere Monatsmittel beträgt 6,2 m/s (22,3 km/h).

## Sonnenscheindauer
Der bisher sonnigste Monat war der Mai 1989 mit 329,7 Stunden, der trübste der Dezember 1993 mit nur 1,9 Stunden.
Am sonnigsten war es 1959 mit insgesamt 2173,1 Stunden, im Jahr 1998 schien dagegen die Sonne lediglich 1304,5 Stunden.
Das langjährige Mittel beträgt 1552,2 Stunden.

## Unwetter

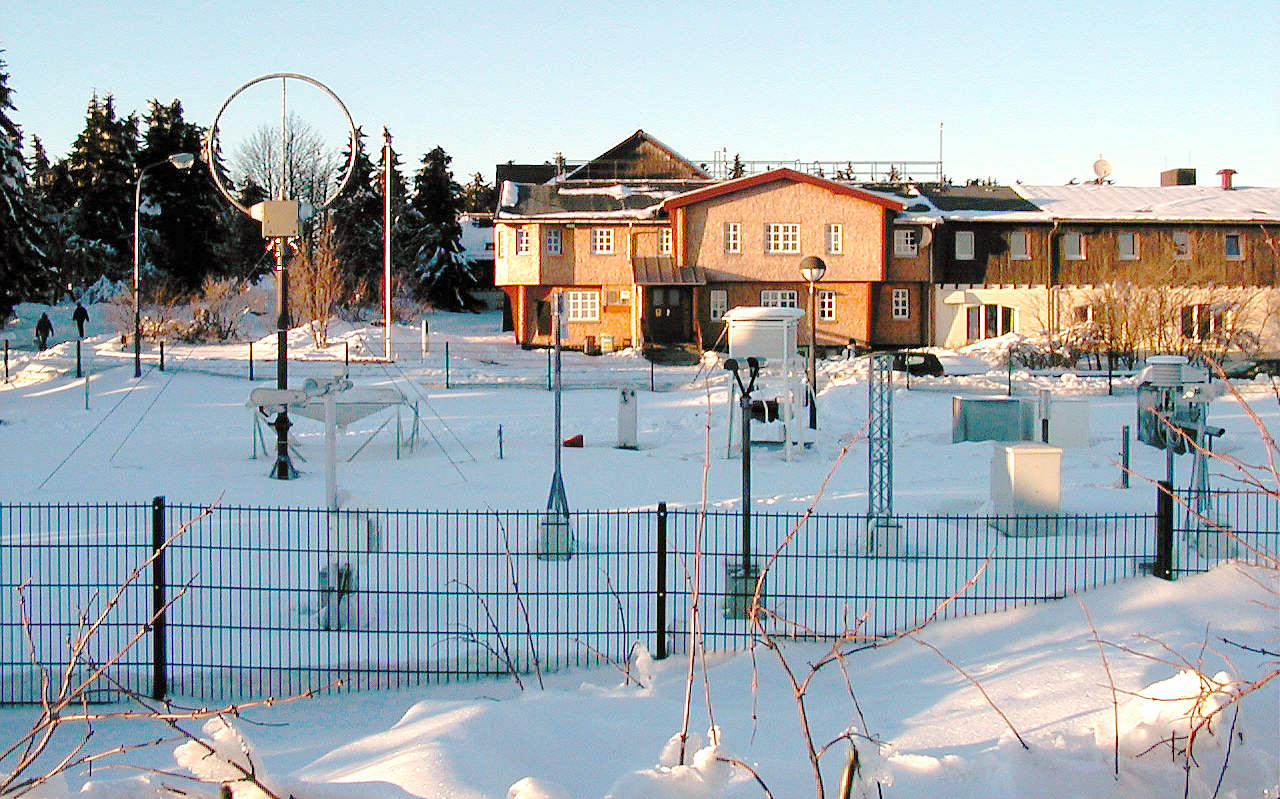
Wetterstation des deutschen Wetterdienstes DWD auf der Wasserkuppe in der Rhön

Hierbei spielt die geographische Lage der Rhön eine besondere Rolle. Der Vogelsberg teilt die Wetterfronten in zwei Schwerpunktregionen. Westliche Unwetterfronten laden sich über der Wetterau und dem Taunus auf und ziehen entweder über den südlichen Vogelsberg und den Landrücken (Flieden, Heubach, Bad Brückenau) oder im Norden über Lauterbach und das Hünfelder Land (Michelsrombach, Eiterfeld). Der Landkreis Fulda ist direkt betroffen, wenn sich Unwetter von Osten kommend aufbauen.
Die nachfolgenden Beispiele dokumentieren herausragende historische Wetterereignisse.

### Eisgraben am 26. Juli 1834
Der Aschelbach auf der Hochrhön bildet später den Eisgraben, der seine heutige Form durch einen Wolkenbruch auf der Hochrhön am 26. Juli 1834 erhielt. Die Wassermassen und mitgeführtes Geröll und Gestein richteten große Schäden in Hausen an. Im Eisgraben wurden hierdurch auch Braunkohlevorkommen freigelegt, diese sind jedoch für einen lohnenden Abbau zu jung. Zweimal, zuletzt nach dem Zweiten Weltkrieg, wurde der Abbau eingestellt.

### Simmershausen am 14. August 1955
Die Chronik Simmershausens berichtet von einem Unwetter am 14. August 1955, das den ganzen Ort verwüstete:
Während des Hochamtes entlud sich auf unser Dorf und die Flur ein Wolkenbruch und hielt an bis zum Nachmittag. Erst gegen 15:00 Uhr konnten wir sehen, welche Schäden das Wasser angerichtet hatte. Die Wassermassen hatten teilweise metergroße Löcher in die Straße gerissen. Steingeröll, Schlamm und tiefe Gräben sah man überall im Dorf und in der Flur.

### Motten am 22. Oktober 2005
Am 22. Oktober 2005 (19:22–19:29 CET) verwüstete ein Tornado der Kategorie F2 bei Motten ein Waldstück und verursachte Schäden in dem dortigen Gewerbegebiet. In wenigen Sekunden hatte dieser eine Schneise der Verwüstung gezogen. In Tallage wurden zwei Birken auf 1,70 m Höhe vom Tornado abgedreht (Torsion) und linksseitig bis zu 70 m weit verfrachtet. Wärmedämmende Dachkonstruktionsteile wurden bis zu 6,59 km weit verfrachtet. Die primäre Schneisenbreite betrug 182 m, sekundär wurde der Wirkungsbereich des Tornados auf 298 m Breite vermessen. Die Schadenspur wurde mit 7,12 km bemessen, welche von Motten über die „Hohe Kammer“ bis nach Gichenbach führte.

### Diedorf am 1. Oktober 2006
Der Tornado im Fall Diedorf entstand kurz vor Mitternacht an der Landesgrenze Hessen-Thüringen. Die Entstehungsphase erstreckte sich von der noch im Bereich Tann/Rhön befindlichen „Neue Wiese“, „Struth“ und „Schartwiese“ über die Landesgrenze bis zum Südost-Hang des Berges Horbel. Die ersten Schäden zeigten sich hier auf hessischer Seite in Form von abgedrehten und geworfenen Fichten [30 m³], 3 geworfenen Pappeln und einem Hochsitz. Weiter in nordöstlicher Richtung im Bereich Thüringen kam es ebenso zu leichten Vorschäden und am Südost-Hang des Berges Horbel zum eigentlichen kräftigen Tornado-Bodenkontakt und der weiteren Trichterverstärkung in einem Buchenbestand [186 m × 152 m]. Die Schadenspur erstreckte sich über eine Länge von 8 km zum Rossberg.
Die Tornadostärke wurde mit den Schadenskategorien T4/F2 vermessen. In der Ortslage Diedorf wurden Schäden im Bereich T3/F1 [151-170 km/h] festgestellt. Die ca. 15 m hohe Dorflinde wurde entwurzelt und begrub ein Auto unter sich. 50 % der Dächer wurden beschädigt.
Im Waldgebiet Horbel bei Empfertshausen, sowie in unterer Talmitte am Horbel, wurden die stärksten Wurf- und Splitterschäden im oberen T4 Bereich festgestellt. Dies entspricht einer Windgeschwindigkeit von ca. 218 km/h. Hier wurde auf einer Fläche von ca. 5 ha 92 Prozent des Buchenbestandes umgeworfen. Die wenigen Bäume, die noch standen, waren teilweise aufgerissen und drohten umzustürzen.

Tornado in Diedorf